# الکریتو (نیومکزیکو)
الکریتو (به انگلیسی: El Cerrito) یک منطقهٔ مسکونی در ایالات متحده آمریکا است که در نیومکزیکو واقع شده‌است.
 الکریتو  ۲۵−۳۰ نفر جمعیت دارد و ۱٬۷۴۵ متر بالاتر از سطح دریا واقع شده‌است.